# Округ Сискију (Калифорнија)
Сискију (енгл. Siskiyou County) је округ у америчкој савезној држави Калифорнија.

## Демографија
По попису из 2010. године број становника је 44.900, што је 599 (1,4%) становника више него 2000. године.
| Група             | 2000.          | 2010.          |
| Белци             | 36.910 (83,3%) | 35.683 (79,5%) |
| Афроамериканци    | 580 (1,3%)     | 571 (1,3%)     |
| Азијати           | 526 (1,2%)     | 540 (1,2%)     |
| Хиспаноамериканци | 3.354 (7,6%)   | 4.615 (10,3%)  |
| Укупно            | 44.301         | 44.900         |